# Pod Sviňovicemi
Pod Sviňovicemi je přírodní památka 1,5 km severně od obce Zbytiny v okrese Prachatice. Chráněné území zaujímá nevýraznou úžlabinu ve stráni pod osadou Sviňovice. Důvodem ochrany je prameniště a vlhké louky.

## Galerie

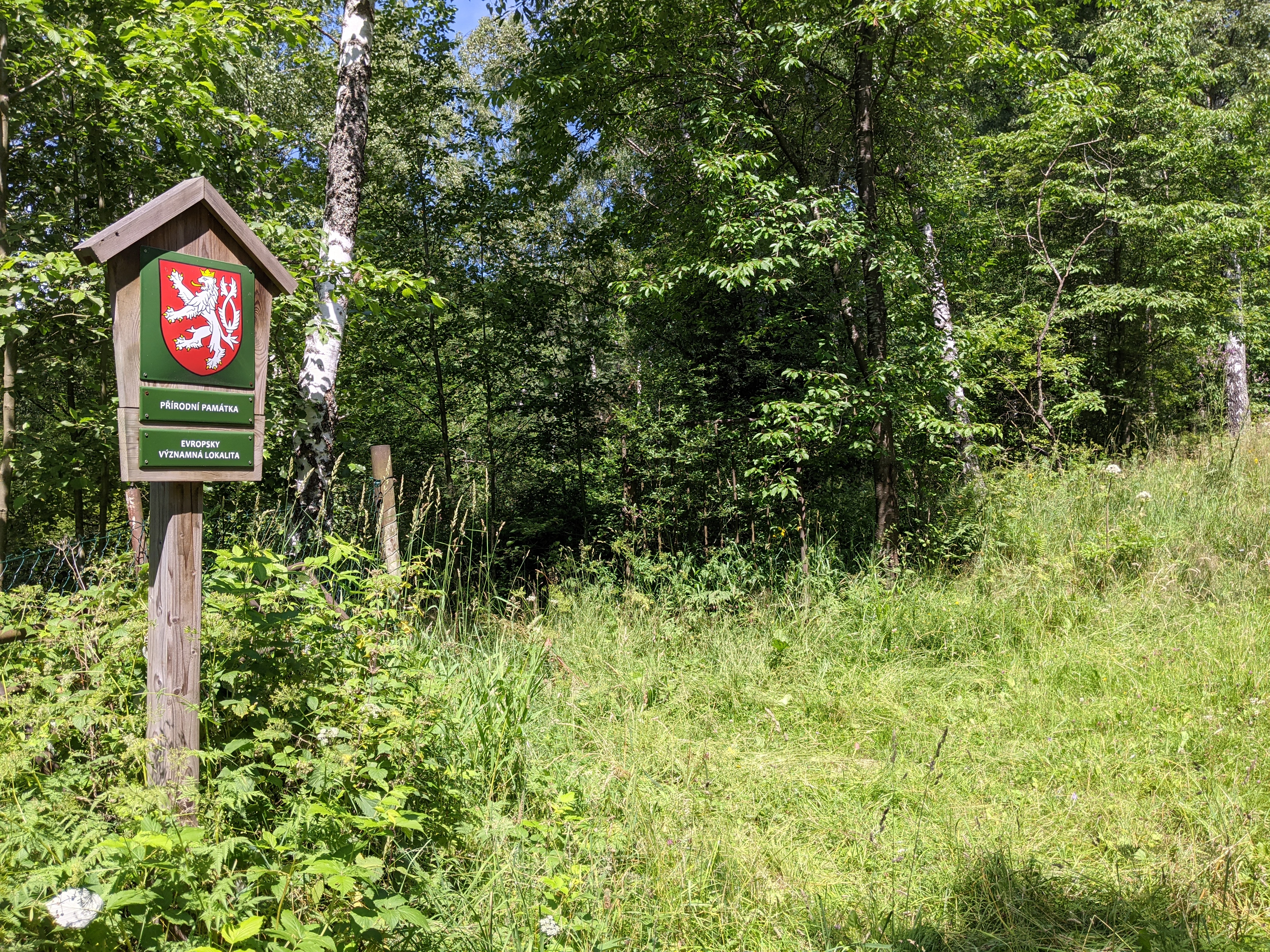
cedule na okraji chráněného území
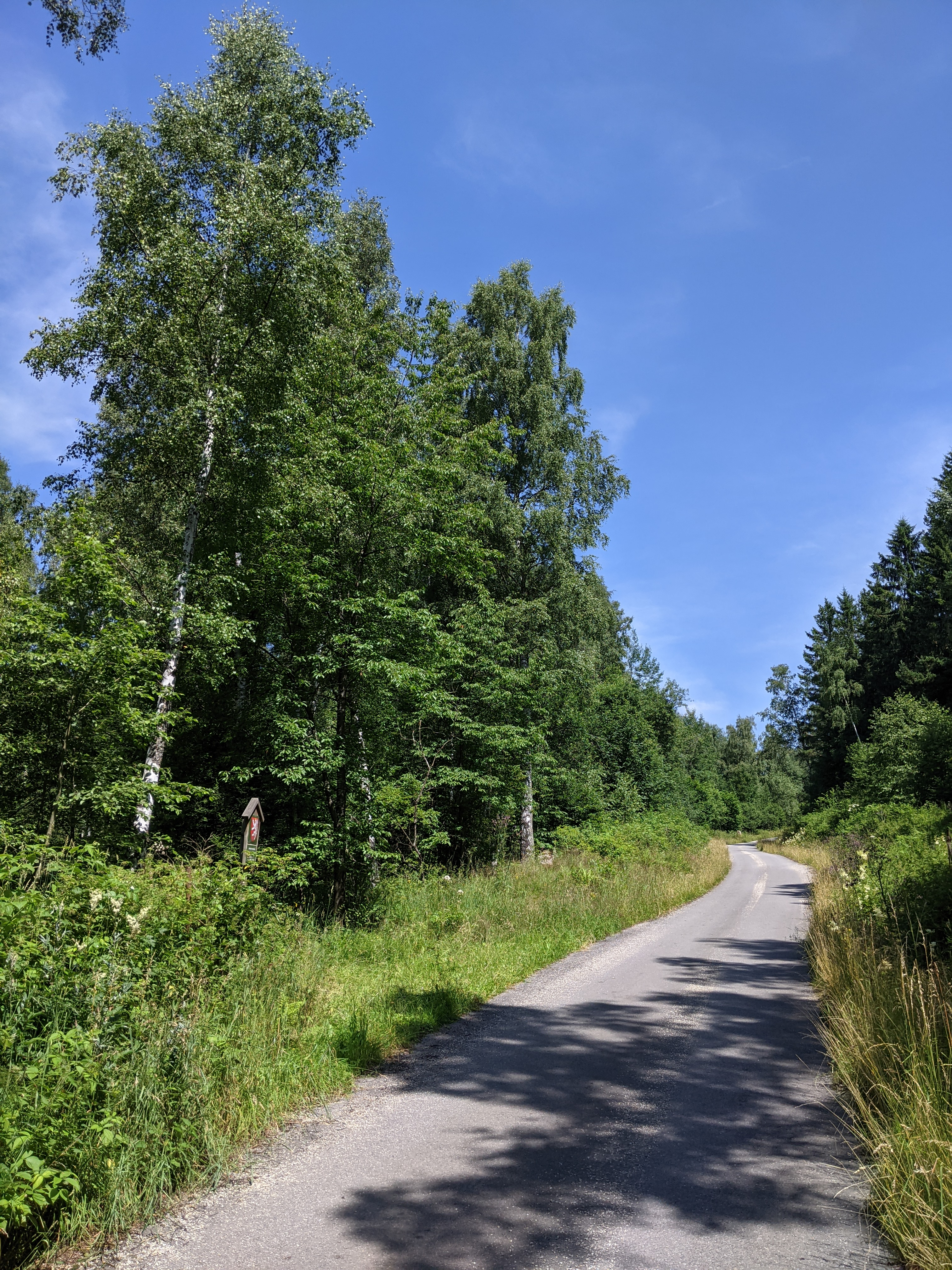
pohled na okraj PP od silničky zdola
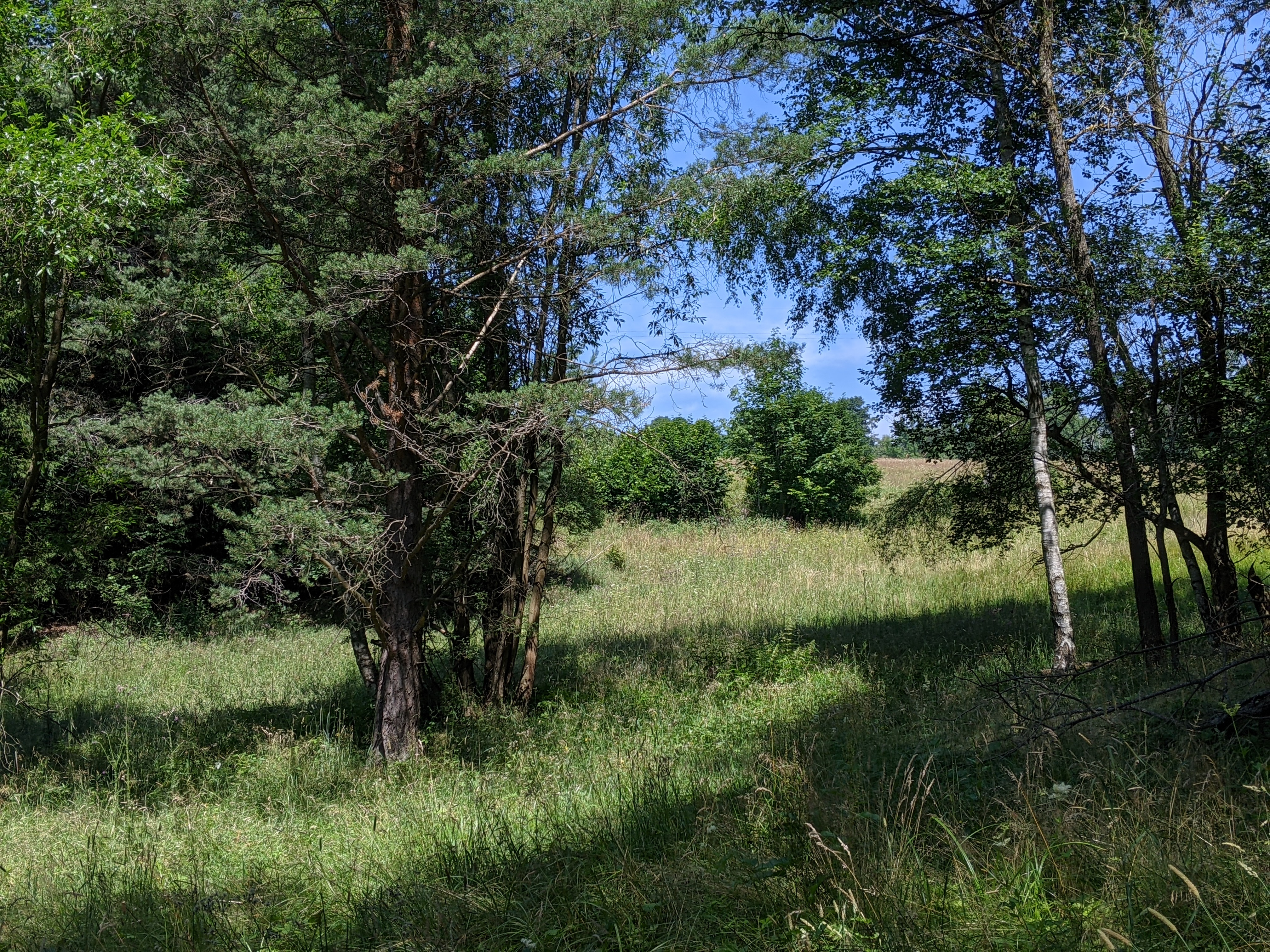
louka na území PP
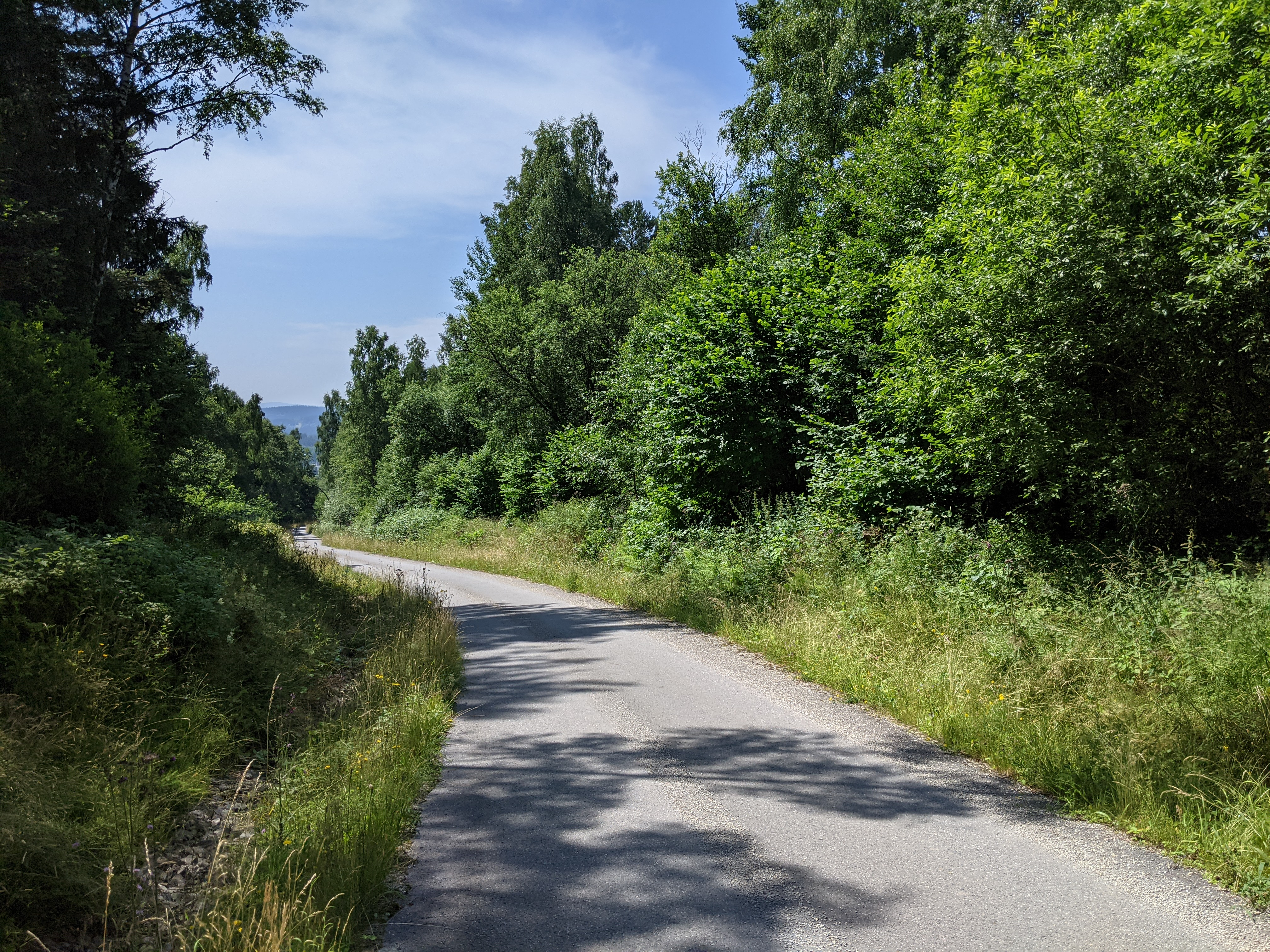
pohled na okraj PP od silničky shora